# Divergent (Trilogia)
Divergent és una trilogia per a joves-adults d'aventura i ciència-ficció, que va ser escrita per Veronica Roth. La trilogia es compon de Divergent, Insurgent i Lleial. Ha estat comparada amb llibres per a adults joves similars, tals com Els jocs de la fam, per la seva temàtica i el públic al que es dirigeix. Roth va dir que la idea per a la sèrie va néixer mentre estudiava a la universitat.
El primer llibre va debutar en el número 6 de la llista New York Times Children's Chapter Books Best seller, el 22 de maig de 2011, i va romandre en la llista durant onze setmanes. Mentre que el segon, ha rebut crítiques positives. El tercer llibre va ser publicat el 22 d'octubre de 2013.

## Sinopsi
En una distòpica i futurista Chicago, en una societat creada al començament de la gran pau que ha decidit agrupar a les persones en cinc faccions que tracten d'erradicar els mals que els van portar a la guerra. Els qui culpaven l'agressivitat, van crear Amistat; els que culpaven la ignorància, es van agrupar en Erudició; contra l'engany va sorgir Veritat; contra l'egoisme, Abnegació, i contra la covardia, Intrepidesa. Als setze anys, cada individu ha de triar si romandre en la facció dels seus pares o canviar-se. Si es canvia, haurà de renunciar a tornar a veure a la seva família. Després de la Cerimònia d'Elecció tots els nois han de passar per un procés d'iniciació en cada facció: el que no ho superi es quedarà Sense Facció, convertit en un paria.

## Argument

### Divergent
Divergent segueix la vida de Beatrice Prior, una noia de 16 anys, qui viu en una societat creada al començament de la gran pau que ha decidit agrupar a les persones en cinc faccions que tracten d'erradicar els mals que els van portar a la guerra. Com cada individu que compleix 16 anys, Beatrice ha de sotmetre's a una prova d'aptitud, que li ajuda a triar si quedar-se en la seva facció de naixement (Abnegació) o transferir-se a una altra. La prova consisteix en una simulació que desenvolupa a través d'un líquid especial que li és injectat als joves, per a la seva sorpresa, Beatrice descobreix que és capaç de manipular les simulacions i prendre decisions prohibides, després s'assabenta que és una "Divergent" (persona capaç de manipular les simulacions) i que té aptitud igual per a tres faccions diferents (Abnegació, Gosadia, i Erudició), però no encaixa realment en cap d'elles, la qual cosa li aterroritza. Encara que ella valora molt la manera de vida de la seva facció, no sap si és prou altruista com per dedicar la seva vida als altres. La difícil elecció de Beatrice marca l'inici de la saga, i la trama de Divergent se centra en les proves d'iniciació. Beatrice haurà de guanyar-se el seu lloc en la facció i això la portarà a competir contra els seus companys; farà aliats i enemics, i coneixerà Quatre, un noi misteriós pel qual se sent atreta de manera inexplicable.

### Insurgent
En Insurgent, quan els disturbis s'estenen per les faccions, Tris Prior ha de seguir intentant salvar els seus sers estimats (i a si mateixa), mentre s'enfronta a inquietants dilemes sobre la pena i el perdó, la identitat i la lleialtat, la política i l'amor. El conflicte entre les faccions i les seves diferents ideologies s'intensifica, i la guerra sembla inevitable. Les conseqüències de cada decisió suposen alguna cosa irrevocable i poderosa. Transformada per les seves decisions, però també per nous descobriments, els canvis en les seves relacions personals, la pena i la culpa que l'obsessionen, Tris ha d'abraçar la seva divergència per complet, encara que això li suposi pèrdues insuperables.

### Lleial
En Lleial (en anglès Allegiant), Tris ha d'enfrontar decisions impossibles sobre on es troba la seva lleialtat i com va a viure al món més enllà de les parets de la seva distópica Chicago.

### Four: A Divergent Story Collection
El 24 d'abril de 2012, Veronica Roth va publicar en el seu blog que havia escrit una història sobre Quatre: "Vaig voler triar alguna cosa que anava a canviar les nostres percepcions (dic 'nostres' perquè va canviar la meva també) sobre la història, i mostrar com de limitada és realment la perspectiva de Tris, a pesar que és una narradora fiable i observadora", va declarar. El 17 de juny, Roth va anunciar a través del seu blog la publicació de quatre històries curtes narrades des del punt de vista de Tobias Eaton: "Vaig considerar unes quantes opcions sobre el que podria escriure i sobre la perspectiva de qui ho faria. Amb el temps, es va fer evident que el personatge en el qual estava més interessada a explorar era Quatre. Estava emocionada d'expandir el meu propi coneixement sobre ell, ajudant a aprofundir en el personatge d'una manera que mai ho he fet abans, i per construir les parts del món que Tris mai va experimentar a causa de la seva limitada perspectiva. Curiosament, també van afectar el contingut de Allegiant".
Cada breu història explora el món de la sèrie Divergent a través dels ulls del misteriós però carismàtic Tobias Eaton, revelant facetes desconegudes de la seva personalitat, el seu passat, i les seves relacions. Les històries estaran disponibles com i-books, i en forma física a partir de l'11 de febrer de 2014 en una compilació que també inclourà Free Four, cridada Four: A Divergent Story Collection.

#### Free Four
Free Four: Tobias Tells the Divergent Knife-Throwing Scene, (en espanyol: Quatre compte la seva història) és la història de l'escena de llançament de ganivets del capítol tretze de Divergent explicada des del punt de vista de Tobias, on revela fets desconeguts i detalls fascinants sobre el personatge de Quatre, el seu passat, la seva iniciació, i els seus pensaments sobre Tris.

#### The Transfer
Four: The Transfer: A Divergent Story, (en espanyol: El transferit), la primera de les històries va ser publicada el 3 de setembre de 2013. Narra els esdeveniments ocorreguts després de la prova d'aptitud de Tobias, la cerimònia d'elecció, les primeres proves d'iniciació i la naixent rivalitat amb Eric.

#### The Initiate
Four: The Initiate: A Divergent Story, (en espanyol: L'Iniciat) la segona de les històries va ser publicada el 8 de juliol de 2014. Narra l'experiència de Tobias durant la iniciació de Gosadia; un joc de desafiaments al que és convidat, el seu primer tatuatge; així com el començament de la seva passió per entrenar a nous iniciats i la comprensió del perill que representa ser Divergent

#### The Son
Four: The Son: A Divergent Story, (en espanyol: El Fill) la tercera de les històries va ser publicada el 8 de juliol de 2014. Narra la lluita de Quatre per trobar el seu lloc en la jerarquia de Gosadia. També sospita que un brut pla s'està gestant dins del govern de la facció i descobreix un secret del seu passat que amenaça en gran manera el seu futur.

#### The Traitor
Four: The Traitor: A Divergent Story, (en espanyol: El Traïdor) la quarta de les històries va ser publicada el 8 de juliol de 2014. Situada durant els esdeveniments de Divergent, narra el descobriment de Tobias sobre un pla d'Erudició que podria posar en perill el sistema de faccions i el seu esforç per mantenir a Abnegació fora de perill, així com els seus pensaments sobre la nova transferida: Tris Prior.

## Personatges
- Beatrice Prior "Tris": Beatrice és la narradora i protagonista principal de la sèrie. És una noia de 16 anys, que va néixer en la facció d'Abnegació. Es transfereix a la facció de Gosadia. Té un germà anomenat Caleb i els seus pares, Andrew i Natalie Prior li van subministrar diferents formes de comportar-se amb maneres i mitjançant l'ajuda a altres persones quan l'ocasió ho demandés. Quan ella arriba a la seva nova facció, va optar per un canvi de nom, usant Tris com un sobrenom, amb l'esperança d'un nou començament en una nova facció i oblidar la seva antiga facció. Abandona la ciutat al costat de Tobias, Caleb, Christina, Uriah, Peter i Cara on descobreix que el sistema de faccions és una mentida. Pren el lloc de Caleb per alliberar el sèrum de la mort, però és capaç de resistir-ho a causa de la seva divergència. No obstant això, en tractar d'alliberar el sèrum de la memòria rep dos trets de part de David i mor després d'alliberar el sèrum.

- Tobias Eaton "Quatre": És un noi de 18 anys, que va néixer en la facció d'Abnegació. Es transfereix a Gosadia tractant de fugir del seu pare, qui ho copejava de petit. És per això que ell li té molt ressentiment. Quan va arribar a la seva nova facció, va optar per un canvi de nom, usant Quatre com a sobrenom, a causa que en el seu passatge de la por (una simulació que mostra les teves pors més fosques) es mostren només quatre temors. És fill d'Evelyn i Marcus Eaton. Tobias li revela a Tris que ell també és Divergent. Abandona la ciutat al costat de Tris, Caleb, Christina, Uriah, Peter i Cara on descobreix que el sistema de faccions és una mentida i que no és Divergent, sinó que només es comporta com un. Després de la mort de Tris torna a Chicago.

- Caleb Prior: És el germà major de Tris. Va créixer com un bon noi, sempre disposat a servir als altres quan és necessari, la qual cosa porta a la seva germana a pensar que romandrà en Abnegació al costat dels seus pares. Sense el coneixement dels seus pares, llegia llibres a la seva habitació, sent això una característica de la facció d'Erudició.

- Marcus Eaton: És un dels líders d'Abnegació, caracteritzat per la seva serietat. No obstant això, es descobreix que és un home que violentaba a la seva esposa, obligant-la a anar-se'n de la facció. Descarrega tota la seva fúria en el seu fill, Tobias, a qui maltracta constantment, causant un gran ressentiment en ell i convertint-se en una de les seves quatre pors. És capturat i processat sent condemnat per Evelyn a abandonar la ciutat, no obstant això, no ho fa i s'uneix als lleials, un grup que està en contra del govern d'Evelyn. Finalment, Evelyn i Johanna fan un pacte en el qual es condemna a Marcus a no poder ser triat com a líder a la ciutat. Ell també és Divergent.

- Christina: És una transferida de debò a Gosadia. Coneix a Tris quan l'ajuda al tren després de la Cerimònia d'elecció. Christina es fa amiga de Tris i es converteix en una part vital en el començament d'una nova vida Tris en Gosadia. És una persona valenta, pensativa, enginyosa i una mica amable, a causa dels costums de la seva antiga facció.

- Uriah Pedrad: És un iniciat de Gosadia que es converteix en amic de Tris. Més tard, Uriah li revela a Tris que és un Divergent com ella. Abandona la ciutat al costat de Tris, Tobias, Caleb, Christina, Peter i Cara on descobreix que el sistema de faccions és una mentida. Aquí es torna amic proper de Christina. Sofreix ferides severes en el cervell després d'una explosió provocada per un grup de Danyats Genèticament al com es va unir Tobias, provocant-li caure en estat de coma. Mor cap al final del llibre, i la seva mare i el seu germà estan amb ell.

- Eric: És un dels líders de la facció de Gosadia. Eric va néixer en Erudició però es va transferir a Gosadia on coneix a Quatre durant la seva iniciació i on comença a enemistar-se amb ell, ja que Tobias va acabar primer a la seva classe, i Eric va ser segon. S'alia amb Jeannine Matthews per destruir Abnegació, obligant als Agosarats a injectar-se un nou sèrum per poder controlar-los i dur a terme l'atac. És capturat i portat a Veritat, on els lleials Gosadia es refugien, aquí, és condemnat a mort pels nous capdavanters i executat per Quatre.

- Jeannine Matthews: És la principal antagonista de la història, capdavantera de la facció d'Erudició, principal opositora a la Divergència i la capitost de l'aliança d'Erudició/Gosadia contra Abnegació, ja que rebutja que la facció reveli un secret que ha estat guardant durant molt temps doncs desitja que les faccions segueixin unides, governades per Erudició. És assassinada per Tori, qui l'apunyala amb un ganivet en l'estómac.

- Tori Wu: És membre de la facció de Gosadia. És la persona encarregada d'aplicar la prova d'aptitud a Tris i qui l'alerta sobre la seva divergència. Busca venjar la mort del seu germà, qui va ser assassinat per ser divergent. Més tard, es converteix en un dels líders de la seva facció i és qui s'encarrega d'assassinar Jeannine Matthews. És assassinada per una patrulla de Sense Facció quan intentava abandonar la ciutat al costat de Tris, Tobias, Caleb, Christina, Uriah, Peter i Cara, per la qual cosa no arriba a saber que el seu germà George està viu.

- Peter Hayes: És un iniciat Gosadia transferit de debò i un dels principals enemics de Tris. És cruel, hostil, malament humorado, i fàcilment gelós, sovint imprevisible i violent. Abandona la ciutat al costat de Tris, Tobias, Caleb, Christina, Uriah i Cara. Fos, es mostra obsessionat amb la grandària que ocupa en un món que no coneix. Li demana a Tobias ser reiniciat amb el sèrum de la memòria doncs està cansat de ser com és sense poder evitar-ho.

- Evelyn Johnson-Eaton: És la mare biològica de Quatre i el líder dels Sense Facció. És responsable de la idea de destruir Erudició perquè poguessin prendre el control del govern, però va enganyar als Agosarats fent-los creure que el seu objectiu era restaurar la pau en el sistema de faccions, però el seu veritable objectiu era abolir-ho i unificar les faccions i els Sense Facció, deixant fora a Cordialitat per la seva covardia. Quan Tobias la posa a decidir entre el poder i ell, ella escull al seu fill, fent un pacte amb Johanna en el qual Marcus no podrà ser triat com a líder de la població a canvi que ella es vagi de la ciutat i no torni mai.

- Johanna Reyes: És la representant de Cordialitat. La seva característica més notable és una llarga cicatriu que va des de l'ull fins a la barbeta, deixant-la cega d'un ull i donant-li un zetacisme quan parla. Després de la invasió dels Sense Facció, ella i la resta de Cordialitat són condemnats a viure fora del nou govern, sent obligats a servir a la ciutat. És la líder dels Lleials i envia a un grup liderat per Tori a explorar més enllà de les fronteres. Dona a entendre en una conversa amb Marcus que la seva cicatriu es deu al fet que era víctima de violència, per la qual cosa més tard accepta el tracte que Evelyn li proposa per lliurar les armes.

- Cara és la germana major de Will. És una noia nascuda en Erudició que es fa amiga propera de Christina gràcies a la pèrdua que van sofrir. És membre dels Lleials i abandona la ciutat al costat de Tris, Tobias, Caleb, Christina, Uriah. Aquí s'uneix al grup per detenir els plans que l'Oficina té per a l'experiment de Chicago.

- David és el líder de l'Oficina. És un Genèticament Pur que creu que els Genèticament Danyats no poden canviar el que són. Es revela que ell va ser qui va enviar a la mare de Tris dins de l'experiment i rebia reportis d'ella. Li confessa a Tris que va estar enamorat de Natalie. Per impedir que Tris robi el sèrum de la memòria, li dispara en dues ocasions. És reiniciat amb el sèrum de la memòria després que Tris ho alliberés abans de morir.

## Estil
Divergent és descrit com una lectura de bon ritme per a molts crítics. Publishers Weekly assenyalen la descripció del procés d'iniciació de Roth com "tan fascinant com violent" i elogia el romanç entre Tris i Quatre, descrivint-ho com a "tremolós" i ple de "tendresa d'infart". Kirkus Reviews, concorda amb l'anterior dient que "els girs de la trama juntament amb el ritme addictiu, amb sacsejades constants de violència brutal i el romanç són de desmai". El New York Times va descriure l'escriptura de Roth com a "ritme accelerat, vols luxosos de la imaginació i l'escriptura que espanta de vegades amb fins detalls" i va advertir que "si bé, coses dolentes li passen a la gent que estima Tris, els personatges semblen absorbir aquests esdeveniments amb inquietant facilitat, els vols de la novel·la van des d'allunyar-se de la realitat del lector fins a un impacte emocional". The Voice of Youth Advocates descriuen l'escriptura de Roth com a "acció sense parar, excel·lent veu i l'estil senzill i accessible". Nolan, de la American Prospect, va assenyalar que Divergent segueix els patrons que estan presents en tant Els jocs de la fam i Blood Xarxa Road.

## Recepció
Divergent ha estat ben rebut. En una crítica del New York Times, Susan Dominus va escriure que era "ric en trama i detalls imaginatius", sinó també en comparació dels llibres en el gènere, com Els jocs la fam "no es distingeix molt". En Entertainment Weekly, Breia Brissey va dir que era "més frèvol i menys matisat" que Els jocs de la fam, però era bé, la qual cosa suposa una qualificació B+. Kirkus Reviews va dir que estava "construït amb acurats detalls i abast intrigant. Els girs de la trama juntament amb el ritme addictiu, amb sacsejades constants de violència brutal i el romanç són de desmai". Common Sense Mitjana comenta: "missatges profunds sobre la identitat i de les societats controladores" del llibre i de la "trama imparable que és molt original". Va ser classificat 5 estels de 5 i tenint en compte el rating d'edat 13+.
Per la seva banda, Publisher Weekly va rebre a Insurgent amb entusiasme: "Roth sap escriure això, encara que aquest segon llibre de la trilogia que va començar amb Divergent sent com un pont necessari entre la història inquietant que ella va crear en el llibre un i l'al·lusió al caos del llibre tres els lectors s'apressen a perdonar, i la història de la novel·la, l'amor, la trama intricada, i el treball inoblidable en conjunt per lliurar una novel·la que afermarà als fanàtics del primer llibre".

## Adaptació cinematogràfica
Summit Entertainment va comprar els drets de la novel·la a l'octubre de 2012. La pel·lícula és dirigida per Neil Burger amb guió de Evan Daugherty i produïda per Lucy Fisher, Pouya Shabazian i Douglas Wick. La filmació va començar l'1 d'abril de 2013 a la ciutat de Chicago. El 20 d'abril, Veronica Roth va confirmar en el seu blog que el personatge de Uriah no apareixerà en la història i no es veurà fins a l'adaptació d'Insurgent. Shailene Woodley interpreta el personatge principal, Beatrice Prior i Theo James dona vida a Tobias Eaton. Ray Stevenson, interpretarà a Marcus Eaton; també van ser confirmats Maggie Q, Zoë Kravitz i Ansel Elgort com Tori, Christina i Caleb Prior, respectivament. L'australià, Jai Courtney interpreta a Eric, i Kate Winslet com Jeannine Matthews.